# Печатка Іллінойсу

Печатка штату Іллінойс

Печатка штату Ілліно́йс (англ. Seal of Illinois, офіційно The Great Seal of the State of Illinois) — один із символів американського штату Іллінойс.

## Історія

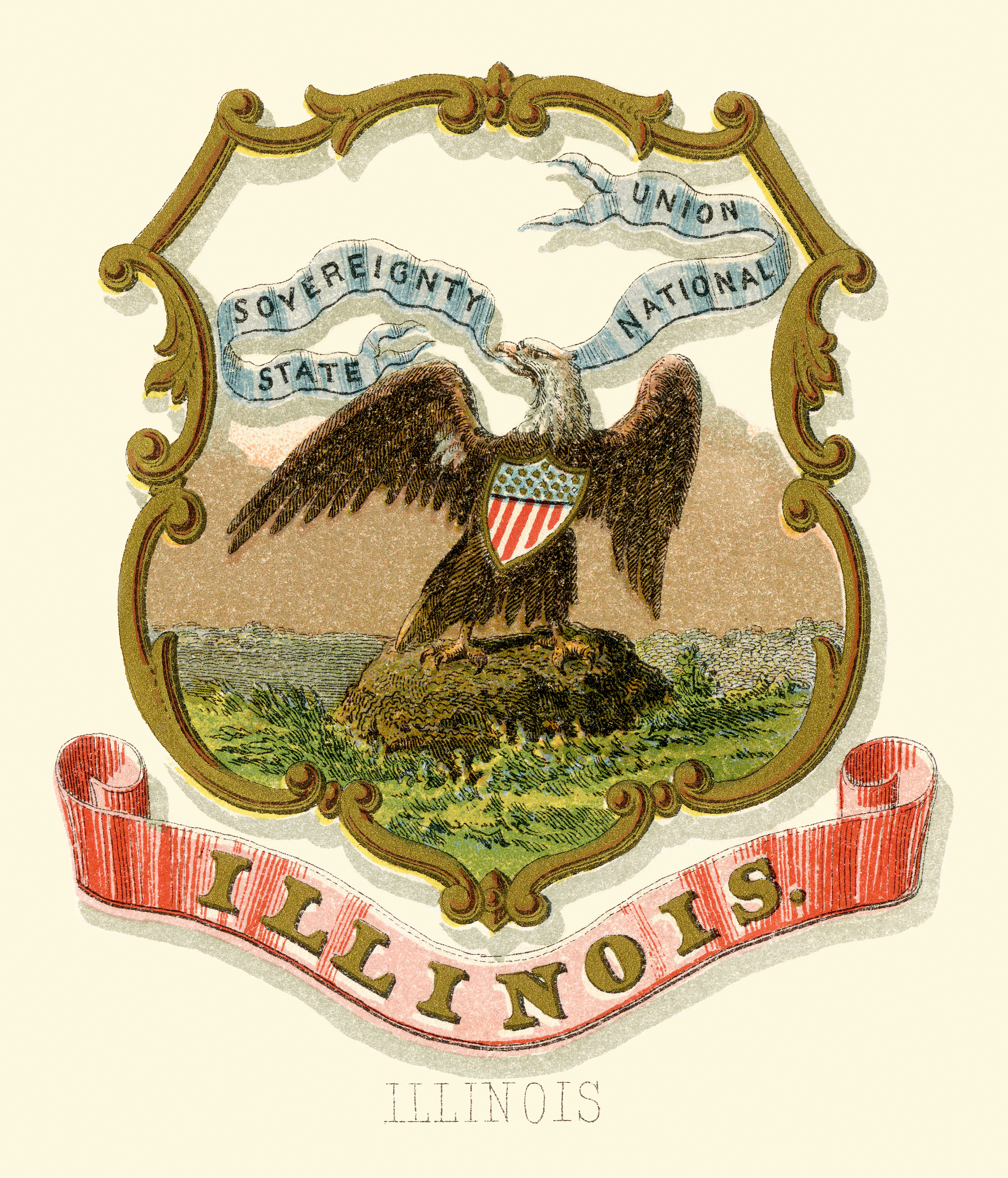
Історичний герб Іллінойсу (1876)

Першу Велику печатку штату Іллінойс було затверджено першою Генеральною асамблеєю Іллінойсу 1819 року. Перша викарбувана печатка була фактично дублікатом Великої печатки Сполучених Штатів. 1839 року її було перероблено. Нова печатка отримала назву Другої Великої печатки.
Секретар штату Іллінойс Шарон Тіндейл очолив рух зі створення третьої державної печатки Іллінойсу. 1867 року він звернувся до сенатора штату Аллена Фуллера з проханням внести законопроєкт про необхідність нової печатки, та запропонував переставити слова девізу: «National Union, State Sovereignty» замість «State Sovereignty, National Union». Але закон, прийнятий 7 березня 1867 року, зберіг початкове формулювання. Незважаючи на це, уряд штату довірив Тіндейлу розробку нової печатки. Тіндейл вдався до хитрощів: він зберіг слова в початковому порядку, але сам напис розвивається знизу догори з перевернутим і від того менш помітним словом «Sovereignty».

## Опис печатки
На печатці, як і на прапорі, зображений білоголовий орлан, що сидить на камені з датами 1818 (рік заснування штату) і 1868 (рік прийняття нової версії друку штату). У дзьобі орел тримає стрічку з девізом State Sovereignty, National Union (з англ. Суверенний штат, національна єдність). Тринадцять зірок та тринадцять смуг на щиті символізують перші тринадцять штатів США. З моменту задуму дизайн печатки кілька разів незначно змінювався. Велику печатку досі зберігає секретар штату Іллінойс.